# Intern dokumentation i Folkrepubliken Kina
Folkrepubliken Kinas system för intern dokumentation förser statstjänstemän och partimedlemmar inom Folkrepubliken Kina med information nödvändig för deras arbete, men som bedöms olämplig för vidare cirkulation. 
Det finns flera olika klassifikationer av dessa interna dokument (kinesiska: 内部文件; pinyin: nèibù wénjiàn). Cirkulationen begränsas ofta till en särskild administrativ nivå, till exempel häradsnivå, provinsnivå, eller så sker den inom en särskild myndighet. Kinesiska journalister kan skriva på samma gång för massmedia och för intern media.

## Typer av interna dokument
- Formella dokument  (正式文件; zhèngshì wénjiàn) skrivs av ledande organ inom Kinas Kommunistparti (KKP), regeringen och militären. Dessa dokument – som innefattar instruktioner (指示; zhǐshì), bestämmelser (规定; guīdìng) och meddelanden (通知; tōngzhī) – är förpliktande på lägre nivå. De allra viktigaste bland dessa formella dokument är dokumenten från KKP:s centralkommitté ( 中共中央文件; zhōnggòng zhōngyāng wénjiàn).

- Statusuppdateringar (动态简报; dòngtài jiǎnbào) skrivs av organ inom partiet, regeringen och militären. Statusuppdateringarna inbegriper ingående rapportering till överordnade organ och lägre nivåer med kortare uppdateringar.

- Referensmaterial (参考资料; cānkǎo zīliào)  är en generell benämning för mer eller mindre hemliga publikationer för intern cirkulation som publiceras av officiella nyhetsorgan (inte att förväxla med publikationen med samma namn Referensmaterial). Enligt bestämmelserna för dessa nyhetsorgan ska nyheter som bedöms olämpliga för offentliggörande – det vill säga sådant som kan skada partiet eller regeringens anseende, hota samhällets stabilitet – istället cirkuleras internt. Dessa interna referensmaterial tycks ofta upp i en mycket liten upplaga och skickas till utvalda ledare och organ.[1]

Folkrepubliken Kinas lag om skyddande av statliga hemligheter  ( 保守国家秘密法; bǎoshǒu guójiā mìmì fǎ), sektion nio, listar tre nivåer av säkerhetsklassning: topphemlig ( 绝密; juémì), hemlig (机密; jīmì) och konfidentiell (秘密; mìmì) liksom en fjärde nivå, interna material (内部资料; nèibù zīliào), som enbart får läsas av kinesiska medborgare. Bestämmelser för implementering av lagen om statliga hemligheter  (国家秘密法实施办法; guójiā mìmì fǎ shíshī bànfǎ), sektion två, definierar dessa säkerhetsgrader och vilka nivåer som har tillgång till vilket material. 
Klassifikationsgraden avgörs av den administrativa nivån på det organ som producerat dokumenten, ju högre ett statligt kontor eller en partikommitté är, desto hemligare är dokumenten. 

## Interna nyhetspublikationer
Det finns fyra typer av publikationer inom denna kategori. De tre första rör inrikesnyheter, som ges ut och distribueras inom den interna nyhetsapparaten av utgivare vid Xinhua nyhetsbyrås inrikessektion och ansvariga utgivare från Folkets dagblad. Den fjärde typen förmedlar policyförslag och ges ut till tjänstemän och partimedlemmar av relativt låg rang.
- Inrikessituationen  (国内动态; guónèi dòngtài) ges ut av Xinhua nyhetsbyrå en eller två gånger om dagen och rapporterar om viktiga händelser inrikes och viktiga förslag från de högre nivåerna av KKP. Publikationen, som ofta kallas ”storreferensen”  (大参考; dà cānkǎo),  är mellan två och sex sidor lång och distribueras till partiets centralkommittés ledare, ministrar samt till guvernörer och partisekreterare på provinsnivå. Dessa topphemliga dokument måste returneras efter läsning och är under strikt kontroll.

- Intern referens  (内部参考; nèibù cānkǎo) ges ut av Xinhua nyhetsbyrå två gånger i veckan och rapporterar på mellan 40 och 60 sidor om större inrikeshändelser och uttalanden. Detta hemliga dokument cirkuleras på regional nivå och når myndigheternas lägre nivåer. Det är den enda formella källan till hemlig information för partimedlemmar på medel eller hög nivå.

- Interna dokument i urval (内部选编; nèibù xuǎnbiān) ges ut av Xinhua nyhetsbyrå veckovis och är mellan 30 och 40 sidor. Den förser kadrer på lokalnivå med konfidentiell information, publikationen når ledare i distrikten (区) och i köpingar (镇), liksom tjänstemän på de högre läns- och regionalnivåerna. Från mitten av 1990-talet innehåller publikationen väldigt lite känsligt material och den samlas inte längre in efter läsning.

- Intern läsning  (内部参阅; nèibù cānyuè) ges ut av Folkets dagblad. Denna hemliga nyhetstidning innehåller politiska förslag och resultat av känsliga rapporter, som till exempel korruption inom regeringen och problem med administration på bynivå.[4]

## Fotnoter
1. ↑  中国政府如何控制媒体, kinesisk text s. 42-43. Läst 2013-05-25
2. ↑  Folkrepubliken Kinas lag om skyddande av statliga hemligheter, kinesisk text. Läst 2013-05-25.
3. ↑  Bestämmelser för implementering av lagen om statliga hemligheter, kinesisk text. Arkiverad 17 mars 2007 hämtat från the Wayback Machine. Läst 2013-05-25.
4. ↑  中国政府如何控制媒体, kinesisk text s. 44-46. Läst 2013-05-25